# Жуков Дмитро Валерійович

## Життєпис
З 1996 судив місцеві любительські турніри, з 1997 року — всеукраїнські змагання любительських команд. З 2001 року працював у другій лізі, з 2006 — в першій. У 2009 році 29-літній суддя дебютував в елітному дивізіоні чемпіонату України. Представляв місто Донецьк.
Захоплення: комп'ютерний дизайн, більярд, теніс.

## Статистика сезонів в елітному дивізіоні
Дані з урахуванням сезону 2009/10
І — ігри, Ж — жовті картки, Ч — червоні картки, П — призначені пенальті
| Сезон   | І | Ж  | Ч | П |
| ------- | - | -- | - | - |
| 2009/10 | 6 | 22 | 1 | 3 |

## Скандал
З 2014 року проживає на окупованій території Донецькою області. З 2015 року обслуговував матчі чемпіонату так званої «днр». Також працював на чемпіонатах світу ConIFA серед невизнаних та частково визнаних держав, автономій усередині визнаних держав та етнічних збірних.